# Осока птахонога
Осока птахонога, осока лапчаста (Carex ornithopoda) — вид рослин родини осокові (Cyperaceae), поширений у Європі й Туреччині.

## Опис
Багаторічна трав'яниста рослина 5–20 см заввишки. Колоски всі дещо зближені на кінці пагона. Жіночі колоски 0.6–1.5 см завдовжки, з 2–6(8) квітками. Покривні луски коротші від мішечків. Мішечки ≈ 3.5 мм довжиною.

## Поширення
Поширений у Європі й Туреччині.
В Україні зростає на високогірних луках, в заростях чагарників, переважно на карбонатному ґрунті — в Карпатах. Мабуть, знахідки можливі в західному Поліссі.

## Галерея

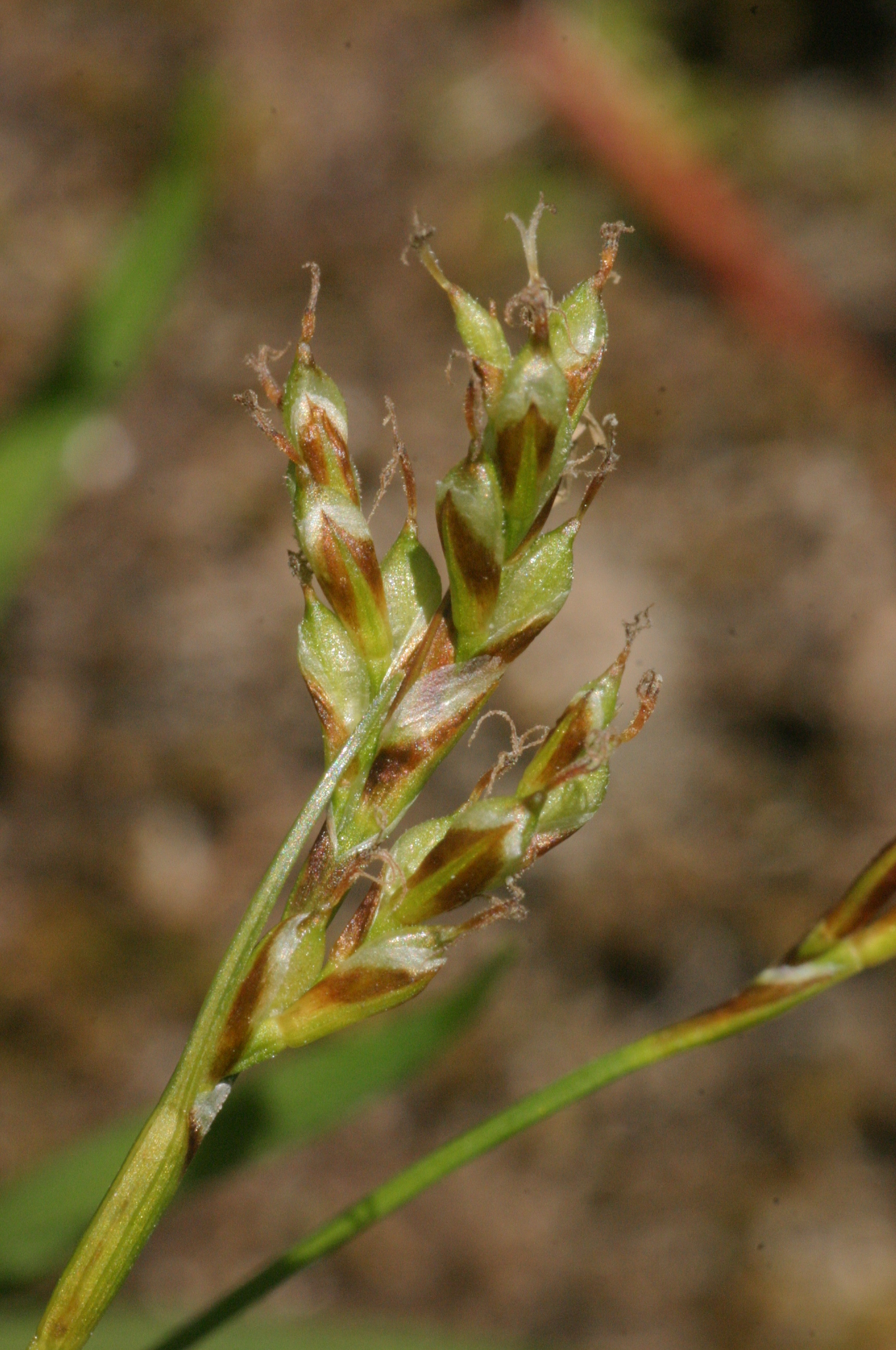
суцвіття
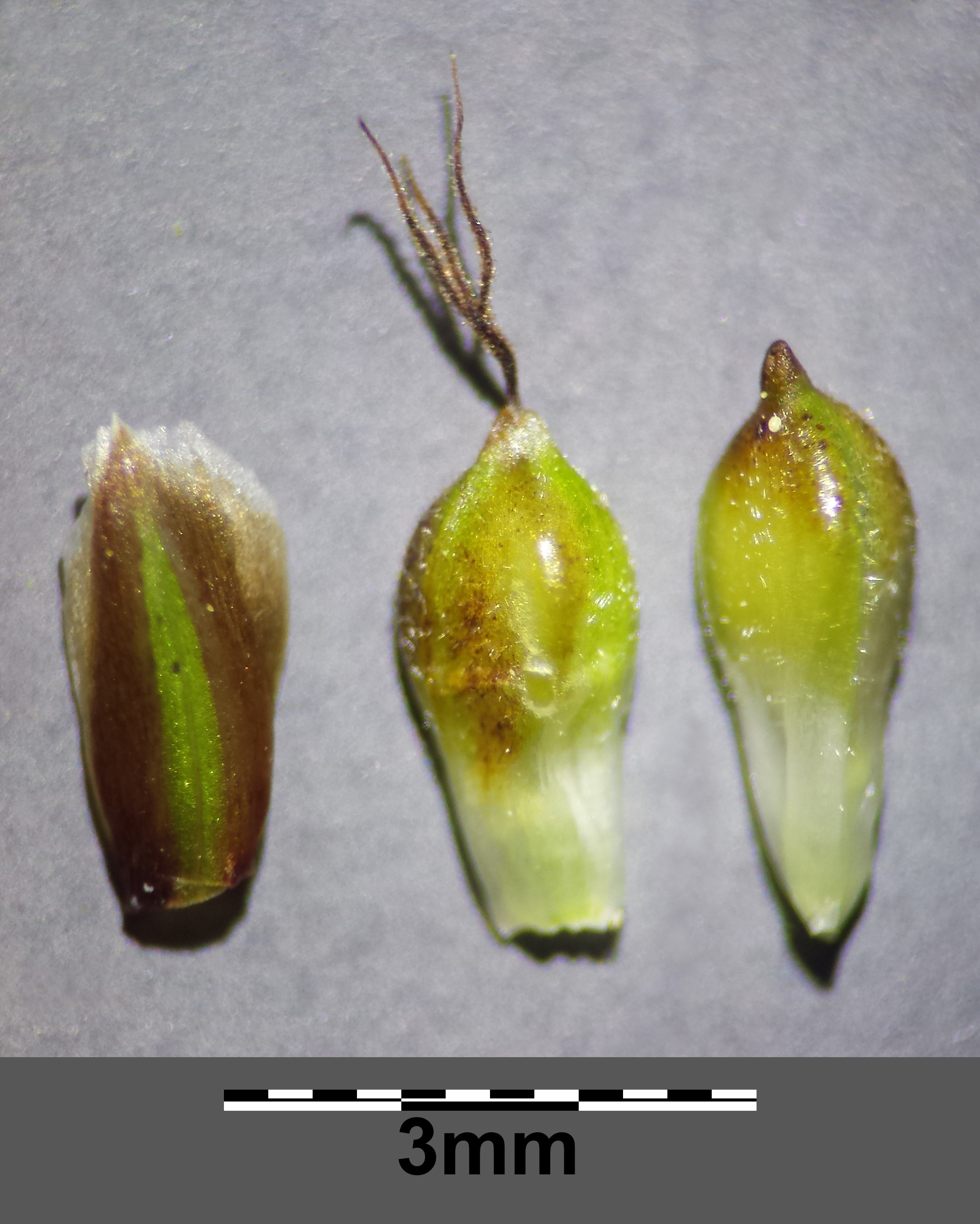
плоди
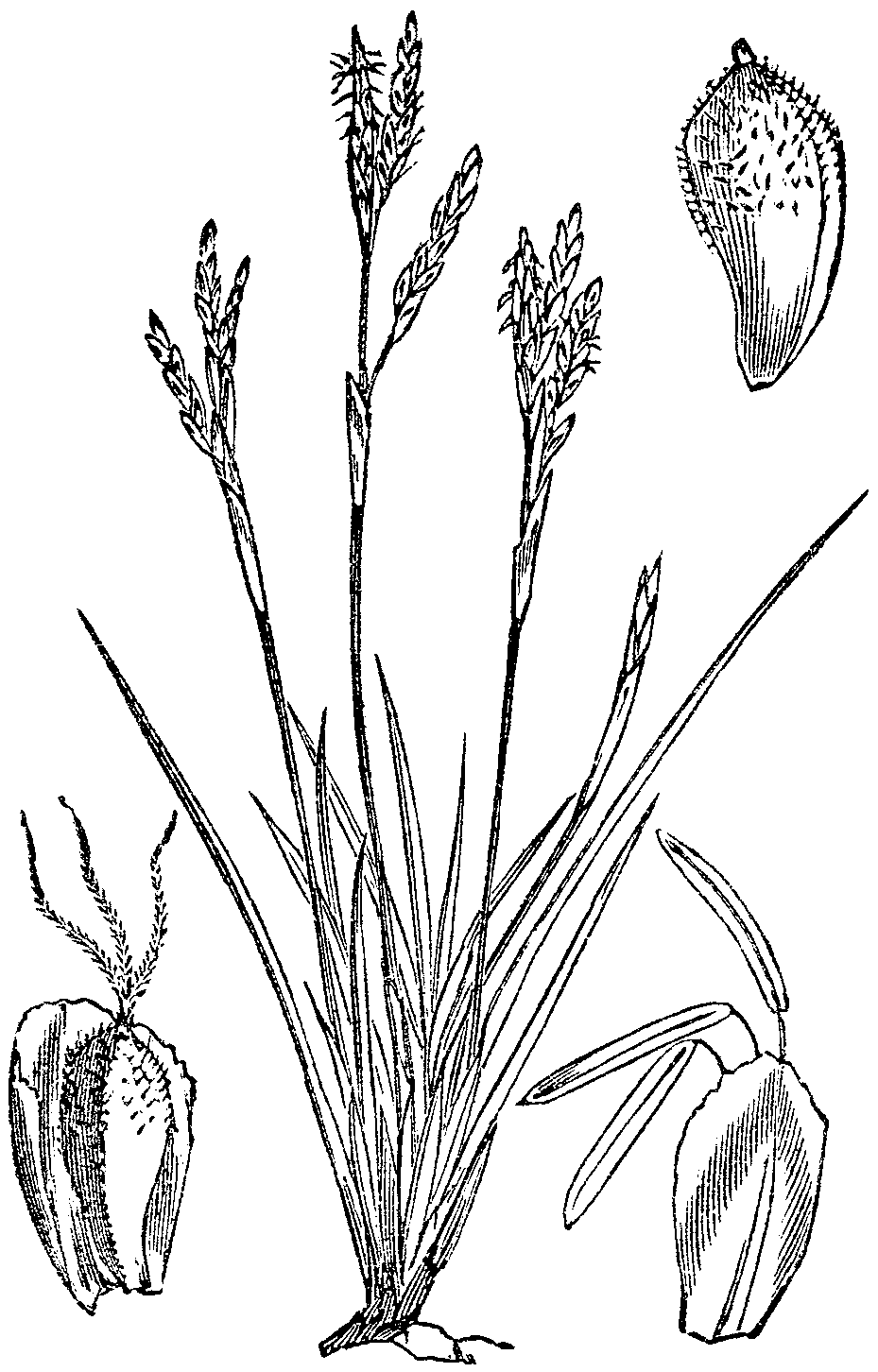
ілюстрація